# Мазне (Роменський район)
Мазне́ — село в Україні, у Роменському районі Сумської області. Населення становить 15 осіб. Входить до складу Недригайлівської селищної громади. До 2020 року орган місцевого самоврядування — Тернівська селищна рада.

## Географія
Село Мазне знаходиться на березі річки Біж, вище за течією на відстані 0,5 км розташоване село Шматове, нижче за течією на відстані 0,5 км розташоване село Чемоданівка. Поруч проходять автомобільна дорога Т 2504 і Т 1917.

## Історія
12 червня 2020 року, відповідно до розпорядження Кабінету Міністрів України № 723-р «Про визначення адміністративних центрів та затвердження територій територіальних громад Сумської області», село увійшло до складу Недригайлівської селищної громади.
19 липня 2020 року, в результаті адміністративно-територіальної реформи та ліквідації Недригайлівського району, село увійшло до складу новоутвореного  Роменського району.

## Населення

### Мова
Розподіл населення за рідною мовою за даними перепису 2001 року:
| Мова       | Кількість | Відсоток |
| ---------- | --------- | -------- |
| українська | 14        | 93.33%   |
| російська  | 1         | 6.67%    |
| Усього     | 15        | 100%     |